# Le Mort fictif
Pour plus de détails, voir Fiche technique et Distribution.
Le Mort fictif (Three Girls About Town) est un film américain réalisé par Leigh Jason et sorti en 1941.

## Synopsis
Trois sœurs travaillant dans un hôtel tentent de cacher un corps avant un séminaire.

## Fiche technique
- Titre : Le Mort fictif
- Titre original : Three Girls About Town
- Réalisation :  Leigh Jason
- Scénario : Richard Carroll
- Production : Columbia Pictures Corporation
- Photographie : Franz Planer
- Costumes : Irene Saltern
- Montage : Charles Nelson
- Durée : 75 minutes
- Date de sortie: 23 octobre 1941

## Distribution
- Joan Blondell : Hope Banner
- Binnie Barnes : Faith Banner
- Janet Blair : Charity Banner
- John Howard : Tommy Hopkins
- Robert Benchley : Wilburforce Puddle
- Hugh O'Connell : Chef de la police
- Frank McGlynn Sr. : Josephus Wiegel
- Eric Blore : Charlemagne
- Paul Harvey : Fred Chambers
- Una O'Connor : Maggie O'Callahan
- Almira Sessions : Tessie Conarchy
- Dorothy Vaughan : Mme McDougall
- Charles Lane : Mortician
- Bess Flowers : femme de Mortician
- Robert Emmett Keane : vendeur de cercueils de Mortician
- Barbara Brown : une membre du club